# Мелочь (фильм, 1954)
«Мелочь» (арм.: Մանրուք) — советский короткометражная сатириеская комедия 1954 года режиссёра Григория Мелик-Авакяна.

## Сюжет
При попустительстве жилкомиссии горсовета инженеру—строителю удается сдать в эксплуатацию недостроенный жилой дом. Въехавшие в дом жильцы обнаруживают отсутствие водопровода и электропроводки. Председатель горсовета решает проучить нерадивого строителя и дает ему ордер на одну из квартир. Инженер лично убеждается, какие неудобства сулят некоторые «мелочи», нерадиво опущенные им при строительстве дома.

## В ролях
- Леонид Довлатов — Мисак Согомонян
- Левон Зорабян — Сантрос Карпович, председатель комиссии
- Гайк Данзас — член комиссии
- Эдгар Элбакян — член комиссии
- Гегам Арутюнян — председатель горсовета
- Мурад Костанян — Галуст
- Варвара Шахсуварян — Нунуфар
- Метаксия Симонян — Вардуи, невеста Мисака
- Гурген Габриелян — парикмахер, новосёл
- Николай Тер-Семенов — профессор, новосёл
- Арамашот Папаян — пианист, новосёл
- Татьяна Хачатрян — Ашхен, новосёл
- Анаида Макинцян — жена пианиста
- Майра Пароникян — секретарша
- Грачья Нерсесян — пожарный

## Критика
Сценарий А. Папаяна давал режиссеру возможность в малой форме остро и публицистично броско высмеять нерадивость строителей новых домов. 
Уже в этом фильме заметно выступали некоторые особенности творчества Г. Мелик-Авакяна.— Армянская художественная кинематография / Сабир Ризаев. — Ереван: Издательство Академии наук Армянской ССР, 1963. — 383 с. — с. 317